# Diane Sawyer
Lila Diane Sawyer, född 22 december 1945 i Glasgow, Kentucky, är en amerikansk journalist och nyhetsankare. Hon har lett ABC:s World News Tonight och varit nyhetsankare för ABC News TV-morgonprogram "Good Morning America" 
och nyhetsprogrammet Primetime. Under sin tidigare karriär var Sawyer med i Richard Nixons Vita huset-personal och arbetade nära Nixon som en av hans närmaste rådgivare. År 1984 blev Sawyer den första kvinnliga reportern i nyhetsmagasinet 60 Minutes.
Från 1988 fram till hans död 2014 var Sawyer gift med filmregissören Mike Nichols.